# Stazione di Chiarone
Stazione di Chiarone vasútállomás Olaszországban,  településen.

## Vasútvonalak
Az állomást az alábbi vasútvonalak érintik:
- Pisa–Róma-vasútvonal

## Kapcsolódó állomások
A vasútállomáshoz az alábbi állomások vannak a legközelebb:
- Stazione di Montalto di Castro
- Stazione di Capalbio